# Massachusetts (Schiff, 1896)
Die Massachusetts, auch USS Massachusetts (BB-2), war ein Schlachtschiff (Einheitslinienschiff) der Indiana-Klasse und das zweite Schiff der United States Navy, das mit ausländischen Schlachtschiffen seiner Zeit vergleichbar war. Im Jahr 1890 autorisiert und sechs Jahre später in Dienst gestellt, war sie ein kleines Schlachtschiff mit schwerer Panzerung und Bewaffnung. Die Schiffsklasse führte auch die Verwendung einer Zwischenbatterie ein. Sie wurde für die Küstenverteidigung konzipiert und ihre Decks waren daher nicht vor hohen Wellen auf dem offenen Meer geschützt.

## Geschichte
Die Massachusetts wurde am 30. Juni 1890 bestellt und von William Cramp and Sons in Philadelphia, Pennsylvania, gebaut. Der Kiel wurde am 25. Juni 1891 gelegt und das Schiff wurde am 10. Juni 1893 vom Stapel gelassen. Seine Indienststellung erfolgte am 10. Juni 1896. Nach ihrer Dienstzeit wurde sie am 8. Januar 1906 außer Dienst gestellt, dann am 2. Mai 1910 wieder in Dienst gestellt, am 23. Mai 1914 erneut außer Dienst gestellt und schließlich am 9. Juni 1917 wieder in Dienst gestellt. Am 29. März 1919 wurde sie in Coast Battleship Number 2 umbenannt und am 31. März 1919 erneut außer Dienst gestellt. Am 22. November 1920 wurde sie gestrichen und am 6. Januar 1921 vor der Küste von Pensacola, Florida, versenkt. 2001 wurde es in das National Register of Historic Places aufgenommen.

## Das Schiff
Die Massachusetts hatte eine Verdrängung von 10.288 tn. l. im Standardzustand. Sie war 106,95 m (350 Fuß 11 Zoll) lang, 21,10 m (69 Fuß 3 Zoll) breit und hatte einen Tiefgang von 7,32 m (24 Fuß). Das Schiff wurde von zwei Verbunddampfmaschinen mit dreifacher Dampfdehnung mit einer Leistung von 9.000 PS angetrieben und erreichte eine Höchstgeschwindigkeit von 15 Knoten. Es hatte eine Reichweite von 4.900 Seemeilen. Die Besatzung bestand aus 473 Offizieren und Mannschaften.
Die Bewaffnung der Massachusetts umfasste zwei Zwillingstürme mit 33-cm-Geschützen, vier Zwillingstürme mit 20,3-cm-Geschützen, vier einzelne 15,2-cm-Geschütze, 20 einzelne 5,7-cm-6-Pfünder-Geschütze, sechs einzelne 3,7-cm-1-Pfünder-Geschütze und vier 45,5-cm-Torpedorohre. Die Panzerung des Schiffes aus Harvey- und Nickelstahl bestand aus einem 101 bis 460 mm starken Gürtel und einem 70 bis 76 mm starken Panzerdeck. Die Türme der Schweren Artillerie waren mit 127 bis 381 mm gepanzert, ihre Barbetten mit 432 mm. Die Halbschwere und die Mittelartillerie befand sich hinter einem 127 bis 203 mm starken Schutz. Die Panzerstärke des Kommandoturms betrug 229 mm.

## Einsatzgeschichte
Die Massachusetts diente während des Spanisch-Amerikanischen Krieges als Teil der „Flying Squadron“ und nahm an den Blockaden von Cienfuegos und Santiago de Cuba teil. Sie verpasste jedoch die entscheidende Schlacht von Santiago de Cuba, da sie in der Nacht zuvor nach Guantánamo Bay fuhr, um Kohle nachzuladen. Nach dem Krieg diente sie bei der Atlantikflotte und nahm an verschiedenen Übungen und Manövern teil. Im Jahr 1902 wurde sie erneut außer Dienst gestellt und 1910 wieder in Dienst gestellt, um an der Atlantikreserveflotte teilzunehmen. Während des Ersten Weltkriegs wurde die Massachusetts zur Küstenverteidigung und als Trainingsschiff eingesetzt.

## Einfluss und Erbe
Die Massachusetts hatte einen bedeutenden Einfluss auf die Entwicklung von Schlachtschiffen und beeinflusste spätere Designs. Ihre Verwendung von Zwischenbatterien und die Kombination aus schwerer Panzerung und Bewaffnung legten den Grundstein für zukünftige Schlachtschiffentwürfe. Sie war auch eines der ersten Schlachtschiffe der US Navy, das mit ausländischen Schiffen vergleichbar war und den Fortschritt der US-amerikanischen Marine symbolisierte.
Das Erbe der Massachusetts lebt in gewisser Weise durch das Museumsschiff Massachusetts fort. Dieses Schlachtschiff der South-Dakota-Klasse wurde 1942 in Dienst gestellt und dient heute als Museumsschiff in Fall River, Massachusetts.